# カリン・バルツァー
カリン・バルツァー （Karin Balzer、1938年6月5日 - 2019年12月17日）は、旧東ドイツの陸上競技選手。ザクセン＝アンハルト州マクデブルク出身。1960年代を代表する女性ハードラーで、1964年東京オリンピック80mハードルの金メダリストである。

## 経歴
バルツァーは結婚する前はカリン・リヒェルトといい、若い頃から陸上競技のいろいろな種目に取り組んでいたが、80mハードルが自分にとって最も適性があると分かり、この種目に取り組んでいくこととなる。1960年には、ローマオリンピックの代表に選ばれるが、惜しくも決勝進出はならなかった。
翌年、元棒高跳選手のカール＝ハインツ・バルツァーと結婚した彼女は、短期間ではあるが東ドイツから逃亡を企てた。しかし、数週間後には帰国した。その後彼女は、1962年のヨーロッパ選手権の80mハードルで優勝。1964年には五種競技で行われた80mハードルにおいて世界タイ記録をマークした。ただし、五種競技としての記録はさほどのものではなく、これ以後大きな大会では五種競技に出場していない。
同年の東京オリンピックでは、80mハードルの決勝では、ポーランドのテレサ・チェプラ(Teresa Ciepły)、オーストラリアのパム・キルボーン(Pam Kilborn)と同タイムの大接戦の末金メダルを獲得する。電気掲示では3位まで100分の2秒差に入る激戦であった。
1966年バルツァーはヨーロッパ選手権で2連覇を果たす。しかし、1968年メキシコシティーオリンピックでは、優勝したオーストラリアのモーリン・ケアードから0秒3遅れの5位という結果に終わる。
1969年からは80mハードルは100mハードルと距離を伸ばされたが、この年に13秒3の世界新記録を樹立。9月のヨーロッパ選手権の100mハードルでは優勝し、80mハードルの時代から3連覇を達成、さらに1971年のヨーロッパ選手権でも優勝し4連覇を達成した。
1972年ミュンヘンオリンピックに4大会連続となるオリンピック出場を果たす。オリンピックの直前に長男が事故に遭遇。昏睡状態に陥り、100mハードルの決勝の直前に息子はこの世を去ってしまう。このことを夫は彼女に知らせず、バルツァーは2大会ぶりとなるメダルである銅メダルを獲得した。
バルツァーの次男であるフォーク・バルツァーもまたハードル競技の選手であり、1998年のヨーロッパ選手権の110mハードルで2位となっている。
2019年12月17日、病気のために死去。81歳没。

## 主な実績
| 年   | 大会                     | 場所                         | 種目         | 結果 | 記録   |
| ---- | ------------------------ | ---------------------------- | ------------ | ---- | ------ |
| 1962 | ヨーロッパ陸上選手権     | ベオグラード(ユーゴスラビア) | 80mハードル  | 2位  | 10秒6  |
| 1964 | オリンピック             | 東京(日本)                   | 80mハードル  | 1位  | 10秒5  |
| 1966 | ヨーロッパ陸上選手権     | ブダペスト(ハンガリー)       | 80mハードル  | 1位  | 10秒7  |
| 1967 | ヨーロッパ室内陸上選手権 | プラハ(チェコスロバキア)     | 50mハードル  | 1位  | 6秒9   |
| 1968 | ヨーロッパ室内陸上選手権 | マドリッド(スペイン)         | 50mハードル  | 1位  | 7秒08  |
| 1968 | オリンピック             | メキシコシティ(メキシコ)     | 80mハードル  | 5位  | 10秒6  |
| 1969 | ヨーロッパ室内陸上選手権 | ベオグラード(ユーゴスラビア) | 50mハードル  | 1位  | 7秒2   |
| 1969 | ヨーロッパ陸上選手権     | アテネ(ギリシャ)             | 100mハードル | 1位  | 13秒29 |
| 1970 | ヨーロッパ室内陸上選手権 | ウィーン(オーストリア)       | 60mハードル  | 1位  | 8秒2   |
| 1971 | ヨーロッパ室内陸上選手権 | ソフィア(ブルガリア)         | 60mハードル  | 1位  | 8秒1   |
| 1971 | ヨーロッパ陸上選手権     | ヘルシンキ(フィンランド)     | 100mハードル | 1位  | 12秒94 |
| 1972 | オリンピック             | ミュンヘン(西ドイツ)         | 80mハードル  | 3位  | 12秒90 |